# Worgule (województwo warmińsko-mazurskie)
Worgule (niem. Worgullen) – dawna wieś w Polsce, której lokalizacja odpowiada miejscu w województwie warmińsko-mazurskim, w powiecie piskim, w gminie Biała Piska. Obecnie brak zabudowań, uroczysko.
Po II wojnie światowej wieś przypadła Polsce jako część tzw. Ziem Odzyskanych. 28 czerwca 1946 roku jako składowa powiatu piskigo gmina weszła w skład nowo utworzonego woj. olsztyńskiego. W 1952 roku nadal stanowiła jedną z 11 gromad gminy Drygały.